# 鄖陽撫治
鄖陽撫治，初名荊襄撫治，全稱撫治鄖陽等處地方兼提督軍務，為明朝中後期設立的一個巡撫職位。此職為鄖陽民變而設置。清朝順治初期，仍置撫治鄖陽都御史，簡稱鄖陽巡撫，至康熙十八年裁撤。

## 沿革
- 成化元年，設置，初名荊襄撫治，后改，最初設置河南的南陽府、襄陽府、湖廣的荊州府[1]。
- 成化四年，湖廣巡撫所轄的德安府歸屬。
- 成化八年，撤銷，轄區歸還河南巡撫。
- 成化十二年，恢復。轄區包括湖廣巡撫的安陸州、沔陽州，河南巡撫的鄖陽府、襄陽府、荊州府，以及南陽府下的南陽縣、淅川县、唐河县、汝州、鄧州、桐柏縣、南召縣、伊陽縣等；陝西巡撫下的漢中府、西安府下的商縣；四川巡撫下的夔州府東部。
- 成化十五年，夔州府別屬四川巡撫。
- 正德二年，罷免，原陝西巡撫外地，其餘歸屬湖廣巡撫。
- 正德五年恢復。
- 嘉靖十四年，承天府改屬應天巡撫。
- 隆慶元年，承天府歸還，隨後又改屬應天巡撫。
- 萬曆九年，罷免。
- 萬曆十一年，恢復。
- 崇禎十五年，李自成軍攻破襄陽府，此後撫治罷免。
- 清朝順治二年，設立撫治鄖陽都御史，簡稱鄖陽巡撫，康熙三年裁撤。康熙十五年復設，康熙十八年再次裁撤。

## 清朝歷任鄖陽巡撫
- 潘士良（1645年—1647年在任）
- 趙兆麟（1647年—1653年在任）
- 朱國柱（1653年—1654年在任）
- 胡全才（1654年—1656年在任）
- 張尚（1656年—1660年在任）
- 白秉真（1660年—1662年在任）
- 王來任（1662年—1664年在任）
- 楊茂勛（1676年—1679年在任），裁撤。